# 马尔马涅
马尔马涅（法語：Marmagne，法語發音：[maʁmaɲ]）是法国谢尔省的一个市镇，位于该省中西部，属于布尔日区和布尔日城市圈公共社区。

## 地理
马尔马涅（47°6'5"N, 2°17'1"E）面积37.66 平方千米，位于法国中央-卢瓦尔河谷大区谢尔省，该省份为法国中部省份，北起卢瓦雷省，西接卢瓦-谢尔省和安德尔省，南至克勒兹省，东南接阿列省，东临涅夫勒省。
与马尔马涅接壤的市镇（或旧市镇、城区）包括：贝里-布伊、布尔日、拉沙佩勒圣于尔桑、耶夫尔河畔默安、莫尔托米耶、圣杜尔沙、圣托雷特。
马尔马涅的时区为UTC+01:00、UTC+02:00（夏令时）。

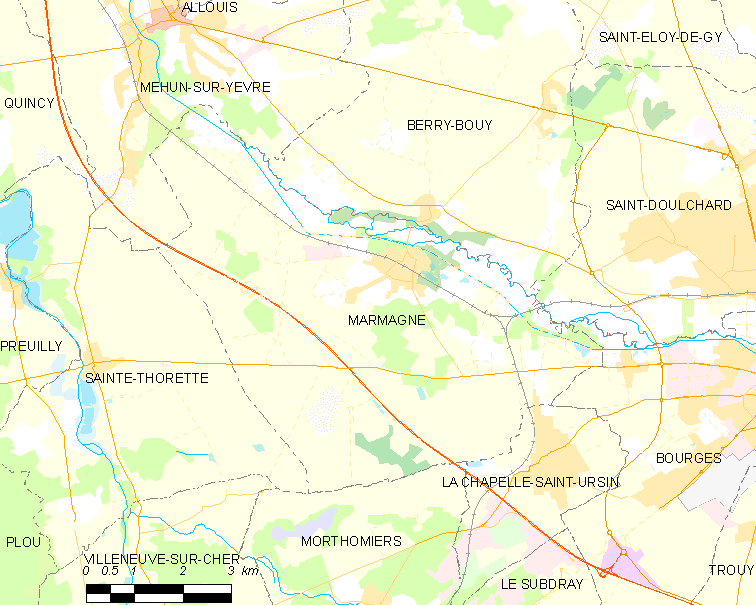
马尔马涅的OSM定位图

## 行政
马尔马涅的邮政编码为18500，INSEE市镇编码为18138。

## 政治
马尔马涅所属的省级选区为圣杜尔沙县。

## 交通
马尔马涅站停靠往返于布尔日和维耶尔宗之间的区域列车，部分车次可延长至奥尔良。

## 人口

1962-2008年间马尔马涅人口变化图示

马尔马涅于2022年1月1日时的人口数量为1934人。